# 기타모카역
기타모카역(일본어: 北真岡駅)은 일본 도치기현 모카시에 위치한 모카 철도 모카선의 철도역이다. 단선 승강장 1면 1선의 구조를 갖춘 지상역이다.

## 이용 현황
| 승차별 인원 추이 | 승차별 인원 추이   |
| 연도             | 1일 평균 승차 인원 |
| ---------------- | ------------------ |
| 2007             | 88                 |
| 2008             | 109                |
| 2009             | 120                |
| 2010             | 98                 |
| 2011             | 95                 |
| 2012             | 104                |
| 2013             | 92                 |
| 2014             | 105                |
| 2015             | 85                 |

## 역 주변
- 도치기현도 156호 이시즈에모카선
- 도치기현 건강 복지센터
- 모카시립 모카 소학교
- 오사키에비스 신사

## 역사
- 1955년 4월 1일 : 일본국유철도의 역으로서 개업.
- 1987년 4월 1일 : 일본국유철도 분할 민영화에 의해, 동일본 여객철도의 역이 됨.
- 1988년 4월 11일 : 모카 철도로 전환.

## 인접 역
| 모카 철도 ■ 모카선 | 모카 철도 ■ 모카선 | 모카 철도 ■ 모카선   |
| ------------------ | ------------------ | -------------------- |
| 모카 시모다테 방면 | 모카선             | 니시다이 모테기 방면 |